# Жан Виго
Жан Виго̀ (на френски: Jean Vigo) е френски филмов режисьор. 

## Биография
Смесва реализма и сюрреализма, като всичко това е подчертано с цинично, анархистично отношение към живота. Оригинален, самобитен талант. Макар че има завършени само 3 игрални филма и 1 късометражен („Тарис“, 1931), те предизвикват огромен публичен интерес.
Бащата на Виго, Мигел Алмерейда, активен френски анархист, умира в затвора през 1917. Детството на Виго е нещастно и нездравословно, в подхвърляне между роднини и интернати. Той е болен от туберкулоза и накрая се установява в Ница, където през 1930 режисира първия си филм, „По повод на Ница“, сатирично-социален документален филм. Виго се мести в Париж скоро след това и режисира „Нула за поведение“ (1933), който е обявен за „антифренски“ от цензурата, свален е от сцена след пет месеца и не е показван във Франция до 1945 г.
Трогателната история разнищва въпроса за свободата, срещу властта и вероятно съдържа елементи от нещастното детство на самия Виго. „Аталанта“ (1934) е шедьовър, безпощадно атакуващ същността на френската буржоазия. Наложило се да бъде преработен драстично от продуцентите, страхуващи се от реакцията на публиката. Смъртта на Виго на 29-годишна възраст от левкемия отнема на френското кино един от най-обещаващите му таланти.
В памет на филмовия творец всяка година във Франция се дава наградата „Жан Виго“ за филми, характеризиращи се с „независим дух и добра режисура“.

## Филмография

### Режисьор
| година | филм                   | оригинално заглавие | бележки      |
| ------ | ---------------------- | ------------------- | ------------ |
| 1930   | За Ница                | À propos de Nice    | Документален |
| 1931   | Тарис, краля на водата | Taris, roi de l'eau | Късометражен |
| 1933   | Нула за поведение      | Zéro de conduite    |              |
| 1934   | Аталанта               | L'Atalante          |              |